# Mouettes genevoises
Mouettes genevoises (literalmente "gaivotas genebrinas"; nome oficial: em francês:  Société des Mouettes genevoises navigation SA (SMGN)), uma empresa pública de navegação lacustre de Genebra, na Suíça, criada a 1º de março de 1897.
A navegação limita-se à zona conhecida pelo Pequeno lago, a parte sul do lago Lemano, que fica junto de Genebra. Esta frota serve a quatro pontos, a partir de Les Pâquis, e está integrada ao sistema Unireso, tal como a empresa de Transportes públicos de Genebra.

## História
As Mouettes genevoises nasceram para servir à travessia entre Les Pâquis e Les Eaux-Vives, quarteirões de cada lado da angra. O seu fundador foi Edward Church, homem de negócios e cônsul dos Estados Unidos em França .

## Frota
Em 2014 era constituída por  :
- 3 barcos históricos em madeira de 30 a 50 passageiros,
- 1 barco de casco em aço para 50 passageiros,
- 2 barcos a propulsão electro-solar para 50 passageiros.